# Імператор Кадзан
Імператор Кадза́н (яп. 花山天皇, かざんてんのう, кадзан тенно; 29 листопада 968 — 17 березня 1008) — 65-й Імператор Японії, синтоїстське божество. Роки правління: 5 листопада 984 — 31 липня 986. Син імператора Рейдзей та його коханки, доньки Великого міністра Фудзівара-но Коретади, що посмертно отримала титул імператриці котайґо Кансі.
Замолоду звався принцем Моресадою. Коли йому було два роки, його проголосили наслідним принцом. У сімнадцять років зійшов на трон. Втім фактична влада належала кампаку Фудзівара но Йорітаді. Йому намагалися протидіяти дядьки імператора по материнській лінії Фудзівара но Йосікане і Фудзівара но Коренарі. У свою чергу проти кампаку та імператора виступив правий міністр Фудзівара но Канеіє, що домагався зміни імператора.
Зрештою Фудзівара но Канеіє змусив імператора 986 року зрікся престолу на користь свого онука — принца Кадзухіто (став відомий як імператор Ітідзьо) — та постригся у буддійські ченці в монастирі Ганґьо-дзі під ім'ям Нюкаку. Ці події спиричинили психічні порушення в колишньому імператорові, який зачинився у монастирі Ханаямадера (інша назва — Кадзан).